# Talca absconda
Talca absconda là một loài bướm đêm trong họ Geometridae.